# Degivrare
Degivrarea este un proces de înlăturare a straturilor de chiciură sau gheață formate pe anumite suprafețe pe timp de iarnă sau când temperatura este scăzută. 

## Metode de degivrare
Degivrarea se poate realiza prin metode mecanice (răzuire, împingere), prin aplicarea căldurii (degivrare cu ajutorul montării unor cabluri încălzitoare electrice), prin utilizarea substanțelor lichide sau solide care scad nivelul de îngheț al apei (diverse săruri, alcooli, glicoli) sau printr-o combinație a acestor trei tehnici. 
În cazul aeronavelor, degivrarea este realizată prin aplicarea unui strat protector de fluid vâscos numit antigel pe suprafața dorită. Toate substanțele antigel oferă protecție limitată, în funcție de nivelul de îngheț și condițiile meteorologice. Antigelul este ineficient în momentul în care acesta își pierde capacitatea de a degivra și îngheață la rândul său. Chiar și apa contribuie la pierderea proprietăților anti-îngheț ale substanței deoarece aceasta diluează substanța până când aceasta își pierde efectul. 
Degivrarea șoselelor s-a efectuat de-a lungul timpului prin utilizarea sării amestecată în general cu nisip și pietriș și împrăștiata cu ajutorul plugului sau a basculantei pe drumurile alunecoase. 
În mod normal este utilizată clorura de sodiu (sare) deoarece este ușor de achiziționat și găsit în cantități mari. Cu toate acestea, din moment ce apa sărata îngheață la temperatura de -18 °C sau 0 °F, nu este de nici un folos utilizarea clorurii de sodiu când temperatura scade sub acest nível. În același timp, aceasta cauzează coroziune, ruginește metalul folosit în majoritatea vehiculelor precum și barele de oțel utilizate la podurile din ciment. 
Substanțele degivrante recente au în compoziție alte săruri, cum ar fi clorură de calciu și clorură de magneziu, care contribuie la scăderea punctului de îngheț al apei și produce în același timp o reacție exotermă. 
În prezent, degivrarea cailor de acces (parcări, alei, pavaje, scări exterioare, cai de rulare, platforme de încărcare și poduri) se poate realiza tot prin intermediul instalării unor cabluri electrice. Acestea sunt instalate sub asfalt sau beton, fiind invizibile și eficiente.
În cazul degivrării acoperișurilor și jgheaburilor, se utilizează cabluri încălzitoare electrice iar temperatura este setată manual sau automat prin intermediul unui termostat.
Cablurile se fixează pe acoperiș sau pe jgheaburi, în locurile unde există pericolul formării gheții sau zăpezii, cu ajutorul unor cleme de fixare. În general, puterea necesară instalată pentru acoperiș este de 250 W/m². Pentru a preveni formarea gheții, cablurile încălzitoare trebuiesc instalate în partea inferioară a acoperișului. Instalarea cablurilor încălzitoare pentru acoperiș este în general susținută prin amplasarea unui sistem de prevenire a alunecării zăpezii.

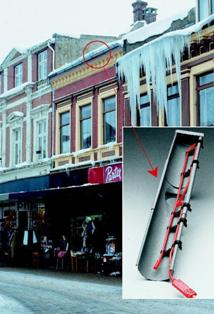
Degivrare acoperiș

## Vezi și
- Givraj
- Anticongelant